# William A. Graham (professeur)
William Albert Graham Jr., né le 16 août 1943, est un chercheur américain en études islamiques et en histoire de la religion, professeur de recherche Murray A. Albertson en études du Moyen-Orient et professeur émérite de l'Université Harvard.

## Biographie et études
Graham est né le 16 août 1943  à Raleigh en Californie du nord. Il a obtenu son Baccalauréat universitaire en lettres en 1966 avec mention honorifique en littérature comparée de l'Université de Caroline du Nord à Chapel Hill, ainsi que sa maîtrise en 1970 et son doctorat en 1973 à l'Université de Harvard en histoire de la religion spécialisée dans les études islamiques. Graham a rejoint la Faculté des Arts et des Sciences de Harvard en 1973 et est devenu professeur d'histoire de la religion et d'études islamiques en 1985. Il a reçu des bourses Guggenheim et Alexander von Humboldt et est membre de l'Académie américaine des arts et des sciences et membre de la société américaine de philosophie.

## Prix et reconnaissance
Il est le récipiendaire du prix international quinquennal pour ses contributions aux études islamiques du Centre international de recherche sur l'histoire, l'art et la culture islamiques, Istanbul (2000), le prix pour l'ensemble de ses réalisations du Journal of Law and Religion (2012) et des doctorats honorifiques de lettres humaines de l'Université de Caroline du Nord, de Chapel Hill (2004) et de l'Université Lehigh (2005).

## Carrière professionnelle
Il a été directeur du centre d'études sur le Moyen-Orient de l'université de Harvard entre 1990 et  1996 et du programme d'études islamiques d'Alwaleed de 2016 en 2018).
Président du département des langues et civilisations du Proche-Orient de 1997 en 2002 et du comité d’étude de la religion de 1987 en 1990 et maîtrise du collège résidentiel de premier cycle du Harvard College de Currier House de 1991 en 2003. Il a été nommé professeur Murray A. Albertson d'études du Moyen-Orient en 2001 et l'année suivante, il a rejoint la Divinity School en tant que doyen, où il a servi pendant dix ans avant de retourner à l'enseignement à temps plein en 2012 en tant que « University Distinguished Service Professor ».

## Sélection de publications
- Parole divine et parole prophétique dans l'Islam primitif (1977)
- Au-delà de l'écrit: aspects oraux des Écritures dans l'histoire de la religion (1987)
- Trois religions, un seul Dieu (2002)
- Études religieuses islamiques et comparées (2010)
- Le patrimoine des civilisations mondiales (1986 ; 10e éd., 2015) ; (avec Donald Kagan, Craig, Albert M., Ozment, Steven, and Turner, Frank M.), The Heritage of World Civilizations, 2000  (ISBN 978-0130160430))